# Jugoslavien i olympiska sommarspelen 1936
Jugoslavien deltog med 93 deltagare vid de olympiska sommarspelen 1936 i Berlin. Totalt vann de en silvermedalj.

## Medaljer

### Silver
- Leon Štukelj - Gymnastik, ringar.